# Acacia multinervia
Acacia multinervia é uma espécie de leguminosa do gênero Acacia, pertencente à família Fabaceae.